# مری کورتانی
مری کورتانی (انگلیسی: Mary Cortani؛ زادهٔ) یک کهنه سرباز ارتش ایالات متحده است که بیشتر به دلیل تأسیس سازمان غیرانتفاعی خود عملیات آزادی پنجه‌ها شناخته شده است.

## نمای کلی
مری کورتانی، اهل کالیفرنیا، از دبیرستان سوکل فارغ‌التحصیل شد و سپس به عنوان اولین شغل خود در یک مرکز ام‌پی کی۹ در سال ۱۹۷۵ وارد ارتش ایالات متحده شد. کار او در آموزش سگ‌ها در ارتش برای جستجوی مواد مخدر و مواد منفجره به عنوان پایه ای برای دانش او بود، زمانی که او در نهایت اشتیاق خود را در کار با سربازان کهنه‌کار یافت تا سگ‌های خود را به درستی آموزش دهند تا به سگ‌های خدماتی برای نیازهای مختلف تبدیل شوند. در حال حاضر، کورتانی ۶۳ ساله است و در سن مارتین، کالیفرنیا در منطقه گیلروی زندگی می‌کند.
مری کورتانی به عنوان تک فرزند در یک خانواده آشفته در سانتا کروز، کالیفرنیا بزرگ شد، تا اینکه در سن ۱۴ سالگی به مکانی بهتر منتقل شد. کورتانی از دبیرستان سوکل فارغ‌التحصیل شد و سپس به عنوان اولین شغل خود در ارتش ثبت نام کرد و در سال ۱۹۷۵ در مرکز MP K9 کار کرد. در ارتش، کورتانی هم به عنوان استاد ارتش به عنوان مربی آموزش سگ‌ها و هم به عنوان ارزیاب برای باشگاه لانه آمریکا (AKC) گواهینامه دریافت کرد. در طول این مدت، او عمدتاً در آموزش سگ‌های نظامی برای جستجوی مواد مخدر و مواد منفجره مختلف، و همچنین در آموزش سربازان برای برخورد صحیح با آنها کار می‌کرد. مری کورتانی یکی از آخرین نیروهای ارتش زنان (WAC) و کهنه سرباز دوران جنگ ویتنام بود. به مدت ۹ سال، کورتانی در ارتش خدمت کرد و به‌طور تمام وقت به آموزش سگ‌های نظامی پرداخت تا اینکه در سال ۱۹۸۴، ارتش را ترک کرد تا «زندگی غیرنظامی» بیشتری داشته باشد و تصمیم گرفت مدرسه آموزش سگ خود را باز کند. کورتانی بعد از ترک ارتش مدتی با افسردگی دست و پنجه نرم کرد. این کار او با سگ‌ها بود که او را دوباره امیدوار کرد. در سال ۲۰۰۷، کورتانی یک تجارت تمام وقت آموزش سگ را راه اندازی کرد و یک مربی تمام وقت سگ شد. اگرچه کورتانی کار با سگ‌ها را در ارتش آغاز کرد، اما در طول زندگی خود همیشه با سگ‌ها در تعامل بوده است. کورتانی وقتی که بزرگ می‌شد، سگ‌های زیادی داشت، بسیاری از آنها ولگردهایی بودند که او پیدا کرد و تصمیم گرفت به خانه بیاورد، به ویژه یکی از آنها یک گلدن رتریور به نام تامی بود. به نظر می‌رسید که او همیشه برای کار با سگ‌ها و کمک به آن‌ها شور و شوق داشت، اما تنها زمانی که ارتش را ترک کرد، اشتیاق واقعی خود را پیدا کرد.

## میراث
میراث مری کورتانی احتمالاً در ارتش آغاز شد. در سال ۲۰۰۹ بود که او رسماً تصمیم گرفت کمک به کهنه سربازان را برای آموزش سگ‌های خدماتی خود برای کمک به آنها در زمینه نیازهای مختلف فیزیکی، عصبی، حرکتی و روانی، مانند اختلال استرس پس از سانحه (PTSD) آغاز کند. در سال ۲۰۰۹، کورتانی یک تماس تلفنی از یک تفنگدار سابق دریافت کرد که ادعا می‌کرد بیش از یک سال است که منتظر دریافت یک سگ خدماتی بوده و در نهایت تصمیم گرفت که امور را به دست خود بگیرد. آنها توله سگ روتوایلر خود را پذیرفته بودند و با کورتانی تماس گرفتند به این امید که او بتواند با او همکاری کند تا خودش این سگ را تربیت کند. این جرقه‌ای بود که سرانجام کورتانی را قانع کرد تا سازمان «عملیات آزادی پنجه‌ها» را تأسیس کند. عملیات آزادی پنجه‌ها نام سازمان غیرانتفاعی کورتانی است که در سال ۲۰۱۰ به امید همکاری با کهنه سربازان برای آموزش سگ‌های خدماتی خود راه‌اندازی شد.